# Bremen (dežela)
Bremen je mestna dežela v Nemčiji z okoli 700.000 prebivalci. Leži na severozahodu države in meji na Spodnjo Saško in Severno morje.

### Deželno ozemlje
Dežela Bremen je sestavljena iz Bremna (325 km²) in Bremerhavna (79 km²), dveh ločenih mest ob spodnjem toku in ustju Vezere, ki ležita 53 km narazen, med njima pa je spodnjesaško ozemlje. Čeprav je Bremen pogosto označen za mestno državo in se dežela sama naziva "mesto", je ta oznaka netočna. Nemški jezik pozna izraz "dvomestna država" (Zwei-Städte-Staat), ki se včasih uporablja v tem kontekstu.

### Prebivalstvo
Prvotno prebivalstvo se je v zadnjih desetletjih močno spremenilo. Po drugi svetovni vojni se je tod naselilo veliko pregnancev iz Nemčiji odvzetih ozemelj. Tem so se v šestdesetih letih pridružili ekonomski migranti, predvsem iz sredozemskih dežel, še kasneje pa je Bremen postal eden večjih ciljev imigracije iz Zahodne Afrike. Po koncu hladne vojne večina novih priseljencev prišlo iz Vzhodne Evrope.
V mestu Bremen živi približno 545.000 do skoraj 600.000 prebivalcev, v Bremerhavnu pa 116.000.

## Deželna oblast
Zakonodajno oblast vrši Bremenski svet (Bremische Bürgerschaft), ki ima 83 članov, voljenih vsake štiri leta. 15 članov je iz Bremerhavna, 58 pa iz Bremna, zadnji sestavljajo obenem tudi bremenski mestni svet (Stadtbürgerschaft).
Nosilec izvršilne oblasti je Senat Svobodnega hanzeatskega mesta Bremen (Senat der Freien Hansestadt Bremen). Načeljuje mu Predsednik senata (Präsident des Senats), ki je obenem župan mesta Bremen.
Na zadnjih volitvah 13. maja 2007 je zmagala SPD, ki tvori koalicijo z Zelenimi. Poleg njiju v parlamentu sedijo še predstavniki CDU, Levice, FDP in en nestrankarski svetnik. Naslednje volitve bodo leta 2011.
Dežela Bremen ima svoje višje deželno sodišče (Hanseatisches Oberlandesgericht Bremen) in lasten organ ustavnosodne kontrole - Deželni sodni dvor (Staatsgerichtshof). Oba imata sedež v Bremnu.

## Gospodarstvo
Pristanišči v obeh mestih, ki sta že zgodovinsko povezani v celoto, skupaj predstavljata  za Hamburgom drugo največje pristanišče v Nemčiji. Posebnega pomena sta uvoz kave in izvoz avtomobilov.
Tudi industrija je v deželi tradicionalno razvita. Poznani blagovni znamki, ki izvirata od tod sta Beck's in Hachez, v mestu pa stojijo še tovarne družb Airbus, Kraft Foods, Daimler idr.
V primerjavi kupne moči z ostalimi deli EU dosega dežela Bremen indeks 146,8 (EU-27:100) (2004).

## Kultura

### Jezik
Visoka nemščina je prevladujoči jezik v mestu, ki pa ima v vsakdanjem pogovornem jeziku prvine nizke nemščine – t. i. Bremer Schnack.

### Izobraževanje
Javna Univerza Bremen je ena najmlajših univerz v Nemčiji (ustanovljena 1971). Poleg nje deluje še zasebna Univerza Jacobs Bremen in nekaj visokih šol.

### Vera
Večina verujočega prebivalstva (44,1%) je protestantov. Prebivalstvo na območju mesta Bremen in centra Bremerhavna pripada Bremenski evangeličanski cerkvi (Bremische Evangelische Kirche), prebivalstvo živeče v ostalih delih Bremerhavna pa Evangeličansko-luteranski deželni cerkvi Hannovra.
Katoličani (12,1%) spadajo pod osnabrüško (mesto Bremen južno od reke Lesum) ali hildesheimsko škofijo (mesto Bremen severno od reke Lesum in Bremerhaven).
Prisotni so tudi pripadniki manjših verskih skupnosti, npr. muslimanov ali judov.

### Šport
Mednarodno prepoznaven je nogometni klub Werder Bremen, ki igra v prvi Bundesligi.